# Ennio Filonardi
Ennio Filonardi (ur. w 1466 w Boville Ernica, zm. 19 grudnia 1549 w Rzymie) – włoski kardynał.

## Życiorys
Urodził się w 1466 roku w Boville Ernica, jako syn Vellia Filonardiego i Rity della Sgurgola. Podstawową edukację odebrał w Rzymie, a następnie wstąpił do Kurii Rzymskiej. 4 sierpnia 1503 roku został wybrany biskupem Veroli. Następnie był gubernatorem Marchii Ankońskiej i wicelegatem w Bolonii. W latach 1513–1517, 1521–1525 i 1531–1533 pełnił funkcję nuncjusza apostolskiego w Starej Konfederacji Szwajcarskiej. 22 grudnia 1536 roku został kreowany kardynałem prezbiterem i otrzymał kościół tytularny Sant'Angelo in Pescheria. Dwa lata później zrezygnował z zarządzania diecezją i został administratorem apostolskim Montefeltro. Był legatem armii papieskiej w wojnie przeciwko Guidobaldo II della Rovere. 8 października 1546 roku został podniesiony do rangi kardynała biskupa i otrzymał diecezję suburbikarną Albano. Zmarł 19 grudnia 1549 roku w Rzymie.